# 大倉集古館

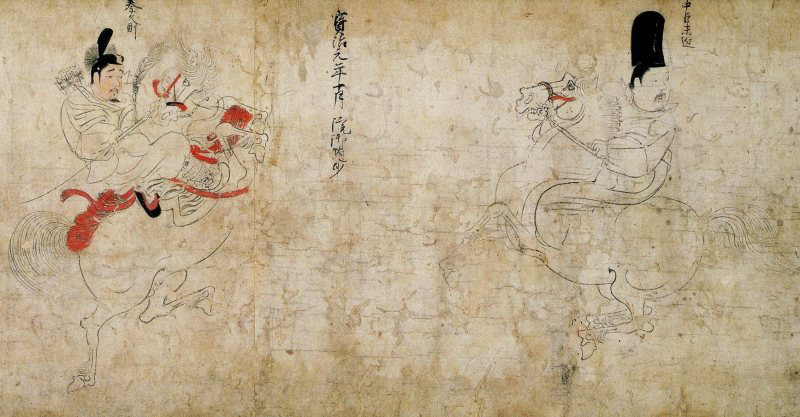
随身庭騎絵巻（国宝）（部分）

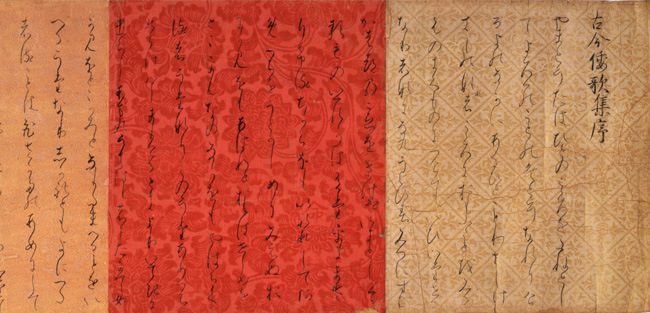
古今和歌集序（国宝）（巻頭部分）

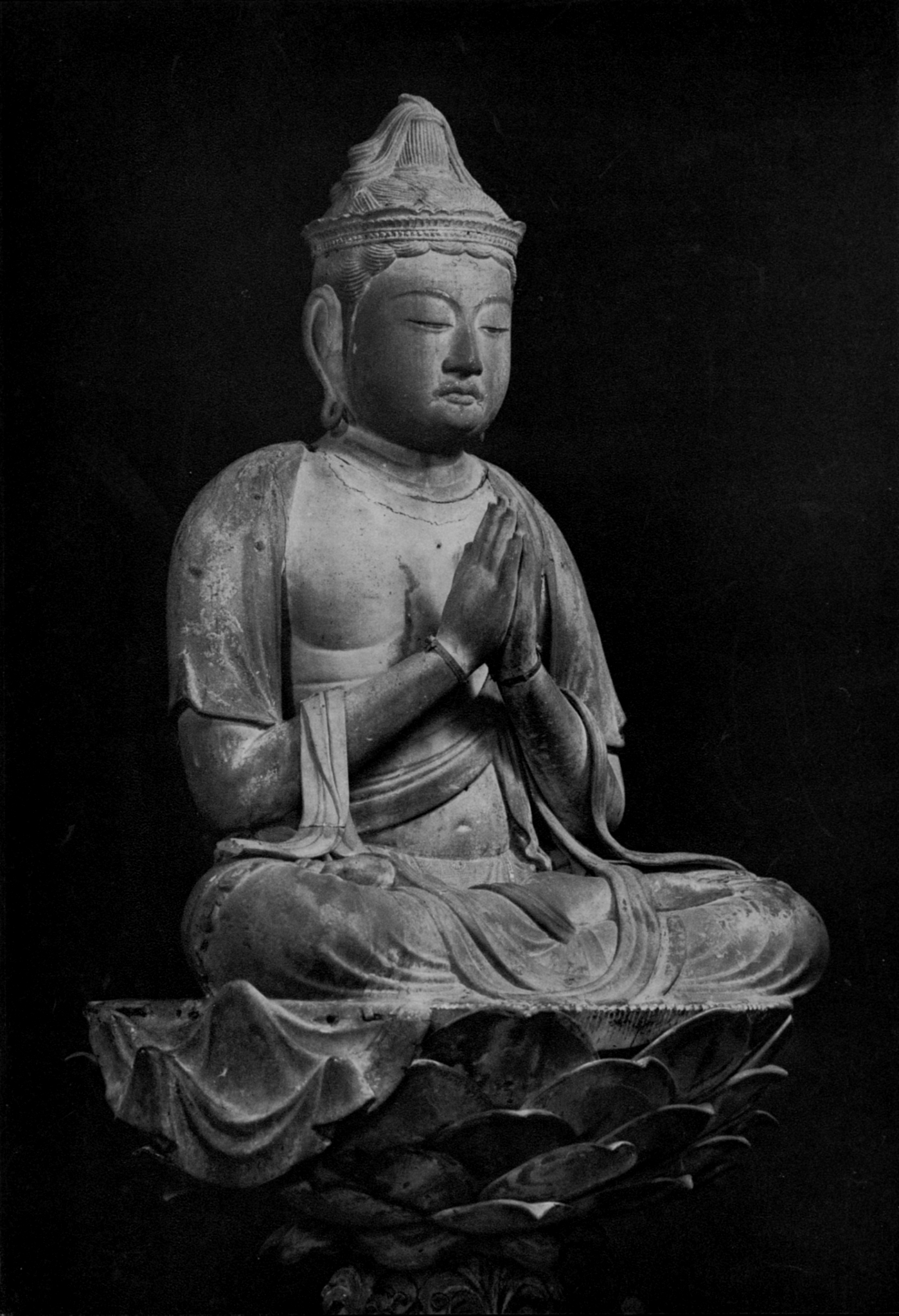
普賢菩薩像（国宝）

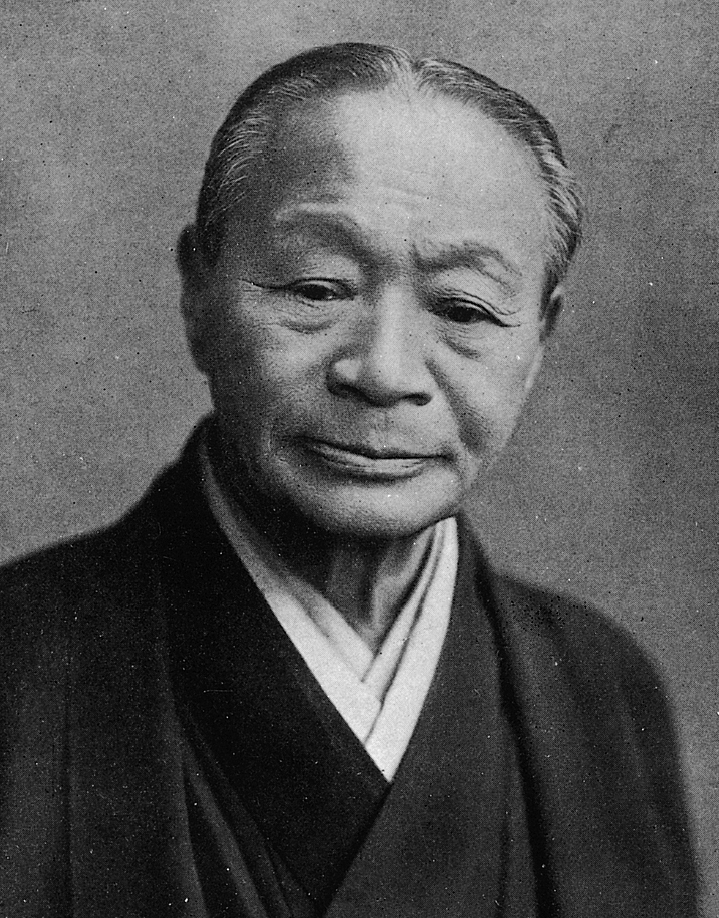
大倉喜八郎

大倉集古館（おおくらしゅうこかん）は、東京都港区虎ノ門二丁目にある日本初の私立美術館である。設置運営者は公益財団法人大倉文化財団。
日本・東洋の絵画、書跡、彫刻、陶磁器、漆工、金工、刀剣、能面、能装束、考古遺物など約2,500点と中国の古典籍（漢籍）約1,000部を所蔵し、年間5回ほどの企画展を開催している。

## 歴史
明治から大正期にかけて大きな財を成し、大倉財閥を創始した大倉喜八郎が、長年に亘って収集した古美術・典籍類を収蔵・展示するため、邸宅の一角（工部省測量師長マクヴェイン官舎跡地）に1917年（大正6年）に財団法人大倉集古館として開館する。開館からまもない1923年（大正12年）、関東大震災によって当時の展示館と一部の展示品を失い、一時休館を余儀なくされたが、伊東忠太の設計と大成土木（現：大成建設）による施工で再建され、耐震耐火の中国風の展示館が1927年（昭和2年）完成し、翌年再開館した。この建築は展示室から長い回廊が伸び六角堂を経て表門に至る壮大なものだった。喜八郎の死後は、その嫡男である大倉喜七郎が近代日本画など収蔵品の充実に努めた。
太平洋戦争時の空襲も乗り越えるが、戦後、敷地内にホテルオークラ（ホテルオークラ東京）が建設されることを受け、一部の建物が整理解体された。1990年（平成2年）展示室は都の歴史的建造物に選定され、1998年（平成10年）には国の登録有形文化財（建造物）に登録された。

### ホテルオークラ東京の建て替えに伴いリニューアル
竣工以来50年が経過し老朽化が顕著となったホテルオークラ東京本館のThe Okura Tokyoへの建て替えに沿って、集古館もリニューアルされることになり、谷口建築設計事務所（谷口吉生）の設計と大成建設の施工で、周りに増築されていた部分が撤去の上で約6m曳家され、免震構造の地下階の増築によって、ロビーやショップ、ホール等が設けられ、2019年（令和元年）9月12日にリニューアルオープンした。竣工したThe Okura Tokyoにおける最大の宴会場である「平安の間」には、喜七郎が目指した「平安」のイメージを継承するものの一つとして、集古館が所蔵する喜七郎が蒐集した国宝『古今和歌集序』をモチーフとする壁面装飾が施された。
The Okura Tokyoと共に第62回BCS賞受賞。

## 主な収蔵品
収蔵品は2,500件で、そのうち国宝は3件、重要文化財は13件、重要美術品は44件である。

### 国宝
- 木造普賢菩薩騎象像（平安時代）
- 古今和歌集序（彩牋三十三枚）（巻子本古今和歌集）平安時代
- 紙本淡彩随身庭騎絵巻（鎌倉時代）

### 重要文化財
- 絹本著色一字金輪像
- 絹本著色石清水八幡宮曼荼羅図
- 紙本著色賀茂競馬・宇治茶摘図 久隅守景筆 六曲一双
- 紙本著色鵜飼図 狩野探幽筆 六曲一双
- 絹本著色洞窟の頼朝 前田青邨筆 二曲一隻 昭和4年（1929年）
- 石造如来立像 北魏
- 長生殿蒔絵手箱
- 寿老図六角皿 尾形乾山作・尾形光琳画
- 短刀 銘則重
- 徐公文集（宋刊本）12冊
- 宋版大唐三蔵取経詩話3帖
- 宋版韓集挙正10冊
- 東大寺文書（屏風貼付）六曲一隻

### 登録有形文化財
- 大倉集古館陳列館（建造物）

### その他
- 探幽縮図 狩野探幽筆（重要美術品）
- 宮川長亀『上野観桜図・隅田川納涼図』六曲一双（重要美術品）
- 椿椿山『蘭竹図』六曲一双（重要美術品）嘉永5年（1852）
- 冷泉為恭『仏頂尊勝陀羅尼神明仏陀降臨曼陀羅図』『山越阿弥陀図』（各重要美術品）
- 宇田荻邨『淀の水車』二曲一隻（1926）
- 横山大観『夜桜』六曲屏風一双（1929）

### 旧蔵品
- 興福寺乾漆釈迦十大弟子立像『伝優波離像』（奈良時代）現存すれば国宝級の貴重なものであったが関東大震災で焼失した。

## ギャラリー

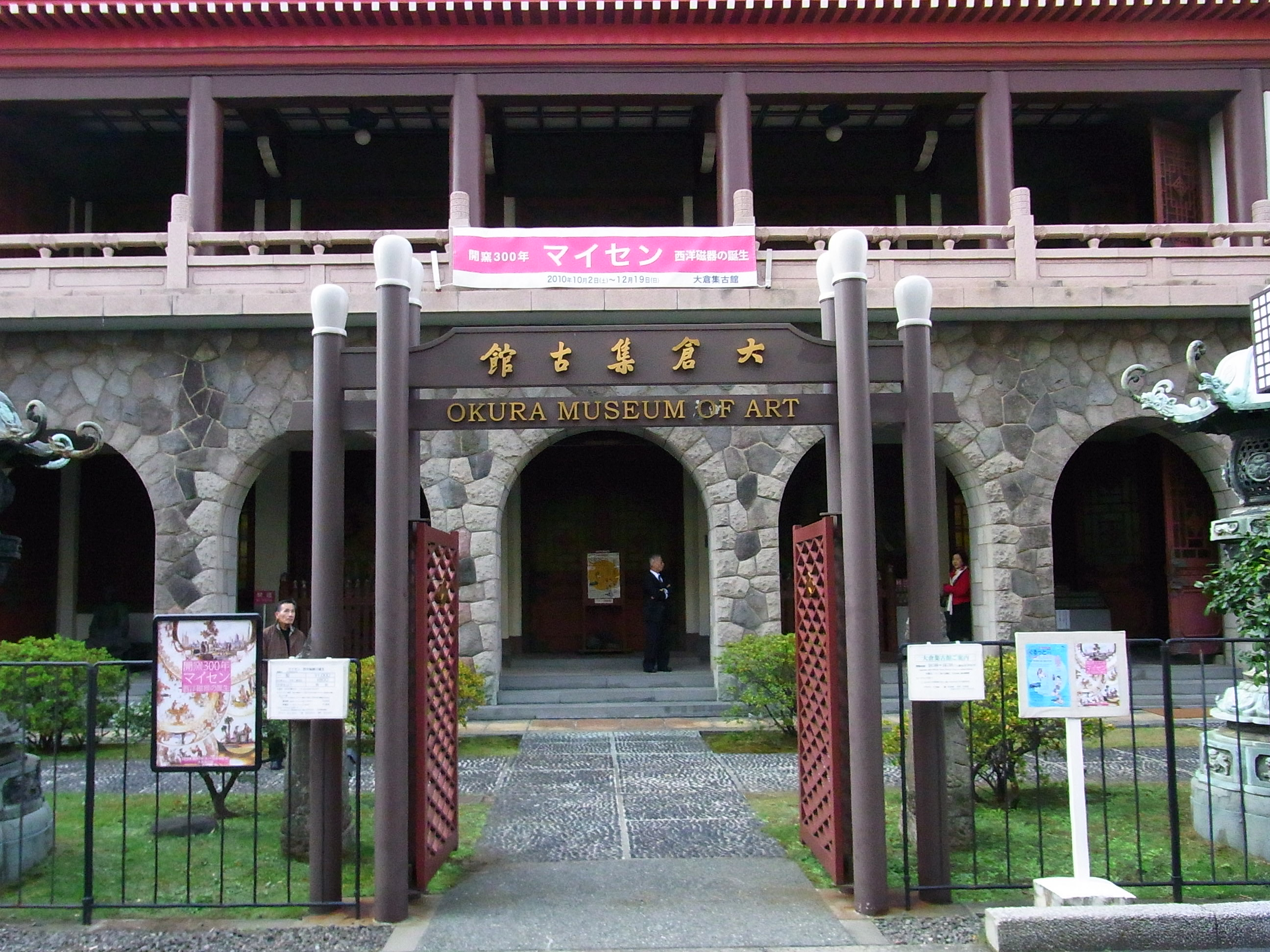
出入口周り（2010年11月12日撮影）
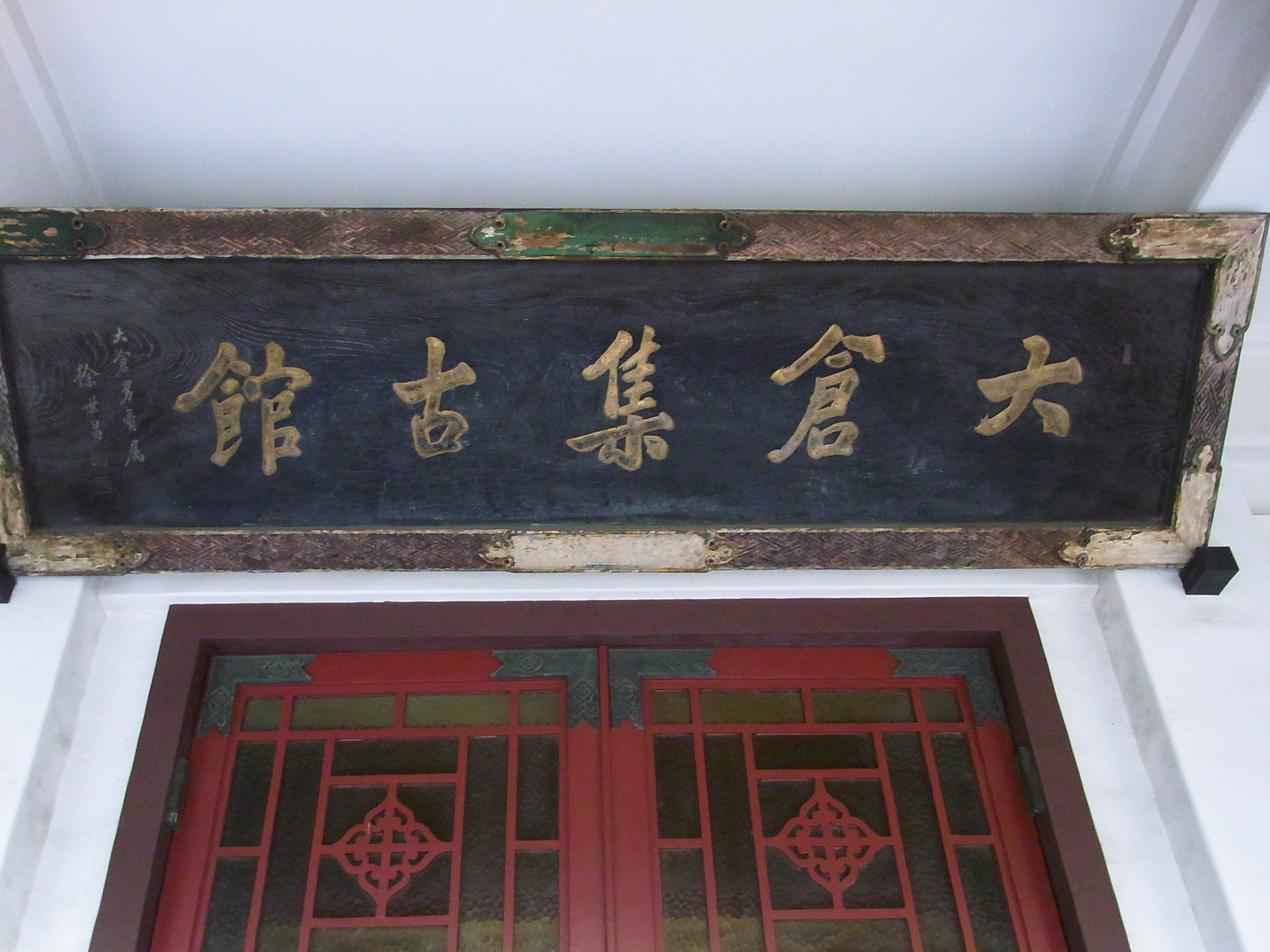
入口（2010年11月12日撮影）
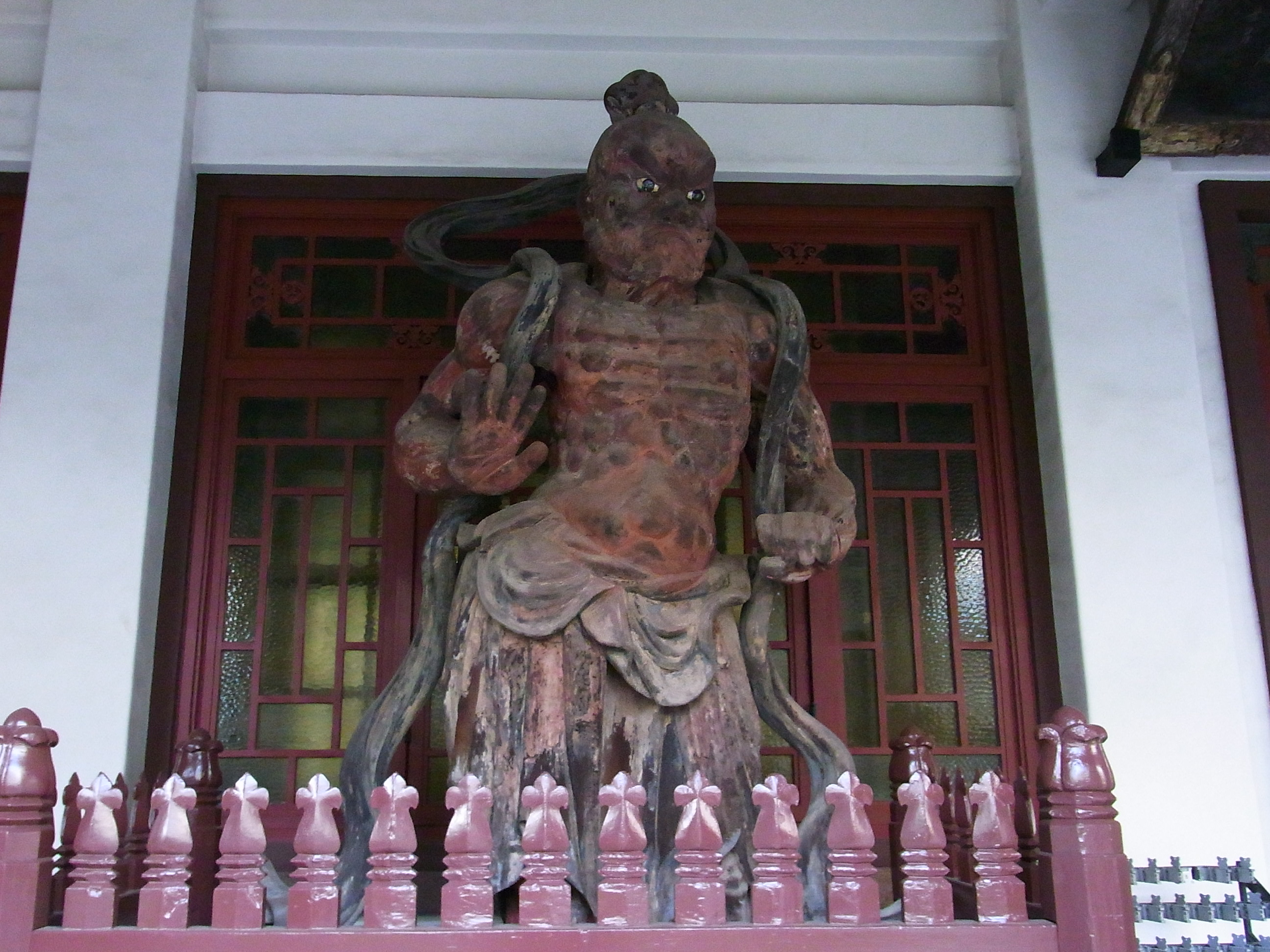
（2010年11月12日撮影）
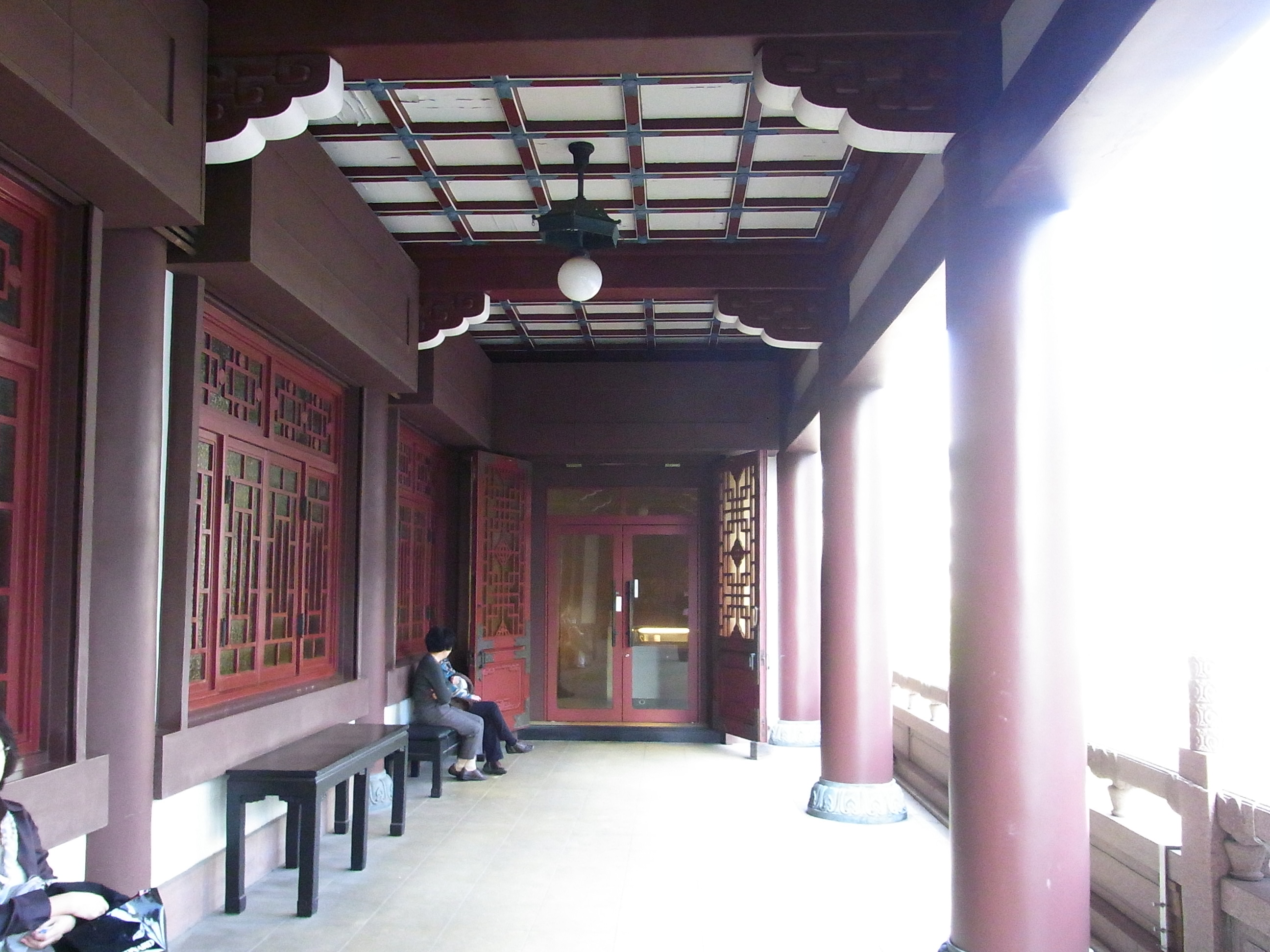
2階回廊（2010年11月12日撮影）
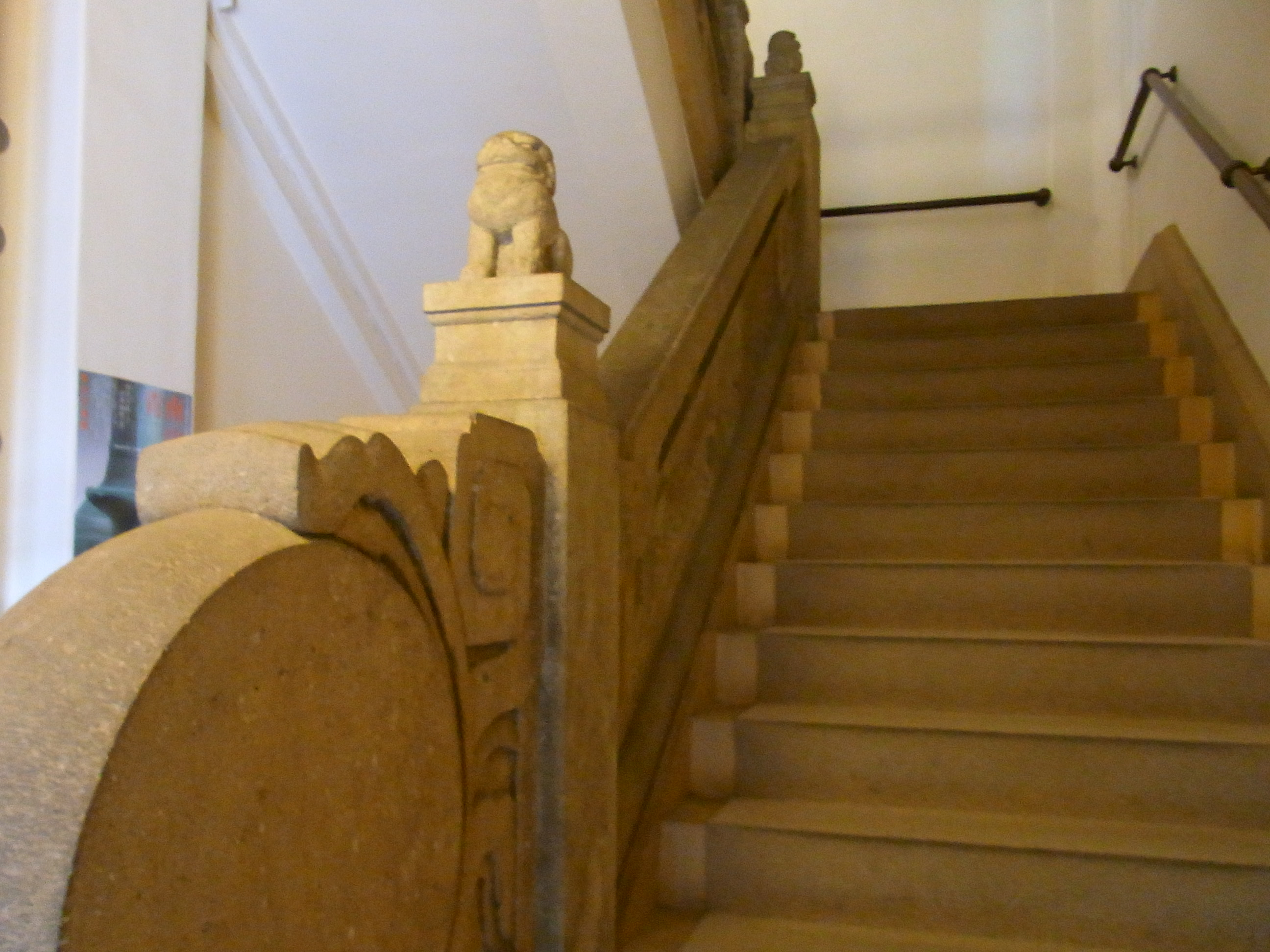
階段室（2010年11月12日撮影）